# Хеј, судбино, хеј, животе/Вену успомене
Хеј, судбино, хеј, животе/Вену успомене је седма сингл-плоча певачице Снежане Ђуришић. Објављена је 7. априла 1975. године у издању дискографске куће Југотон. 

## Песме
| Страна | Песма                     | Аутори                                    |
| ------ | ------------------------- | ----------------------------------------- |
| А      | Хеј, судбино, хеј, животе | Данило Живковић (м), Сафет Кафеџић (т)    |
| Б      | Вену успомене             | Данило Живковић (м), Мића Живојиновић (т) |